# Ōi (Fukui)
Ōi (jap. おおい町, -chō) ist eine Gemeinde im Landkreis Ōi in der Präfektur Fukui in Japan.

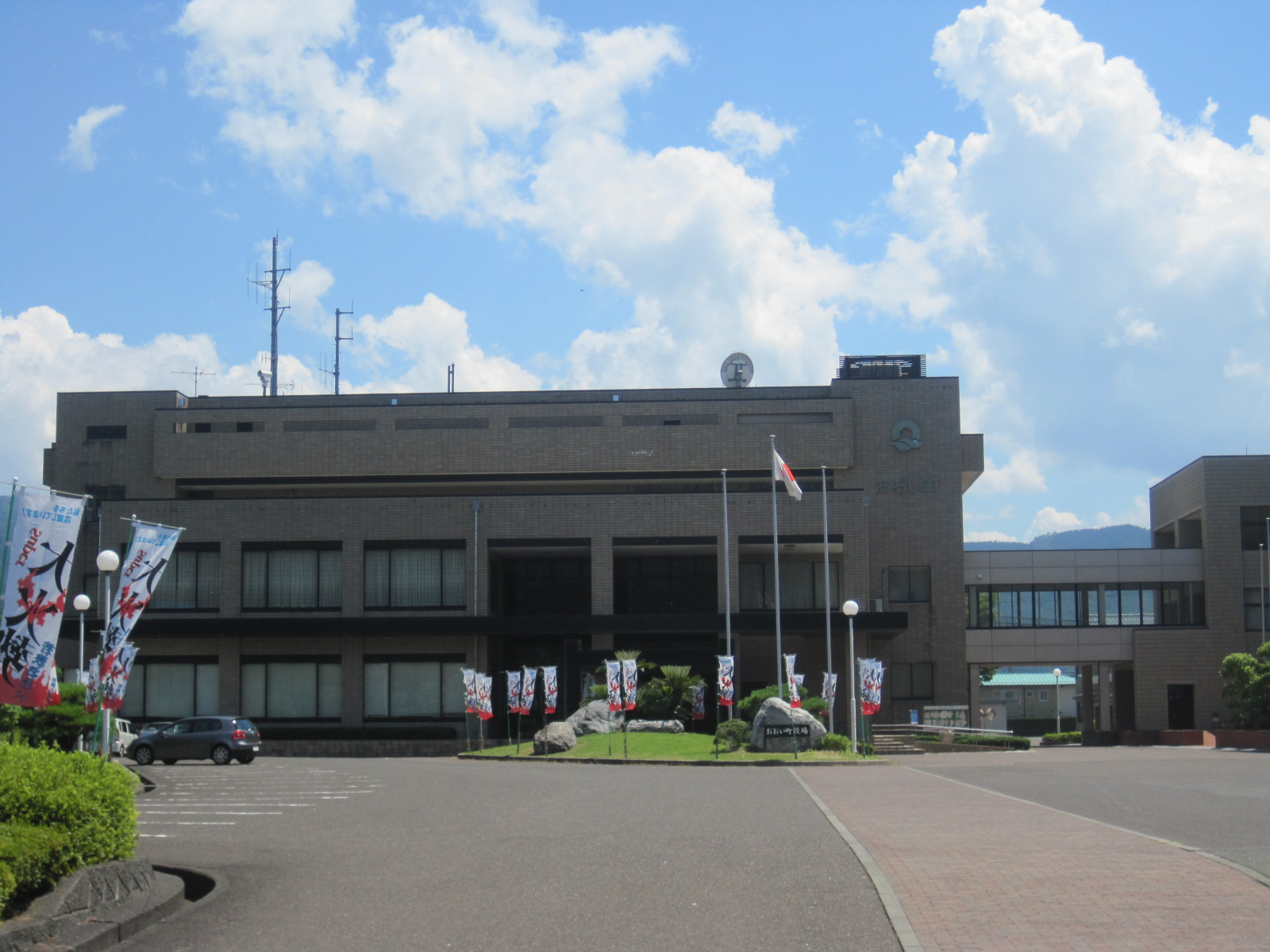
Rathaus

Auf dem Gebiet der Gemeinde liegt das Kernkraftwerk Ōi mit vier Druckwasserreaktoren, mit deren Errichtung 1972 begonnen wurde und die zwischen 1979 und 1993 den Betrieb aufnahmen.